# Dolabritor
Dolabritor Millidge, 1991 è un genere di ragni appartenente alla famiglia Linyphiidae.

## Distribuzione
Le due specie oggi attribuite a questo genere sono endemismi di due diverse località della Colombia: la D. ascifer nei pressi di Manizales, nel Caldas; e la D. spineus nei pressi del Paramo de Monserrate, nel Cundinamarca

## Tassonomia
A dicembre 2011, si compone di due specie:
- Dolabritor ascifer Millidge, 1991 — Colombia
- Dolabritor spineus Millidge, 1991[4] — Colombia